# Macroglossum albolineata
Macroglossum albolineata är en fjärilsart som beskrevs av Clark 1935. Macroglossum albolineata ingår i släktet Macroglossum och familjen svärmare. Inga underarter finns listade i Catalogue of Life.